# Padogobius
Padogobius  é um género de peixe da família Gobiidae e da ordem Perciformes.

## Espécies
- Padogobius bonelli (Bonaparte, 1846)[3]
- Padogobius nigricans (Canestrini, 1867)[4][5][6][7][8][9][10][11]